# Caratê nos Jogos Europeus de 2015
As competições de caratê nos Jogos Europeus de 2015 ocorreram entre 13 e 14 de junho em um total de 12 eventos. As competições aconteceram no Baku Crystal Hall, localizado em Baku, Azerbaijão.

## Qualificação
Cada Comitê Olímpico Nacional foi representado, no máximo, por um competidor por evento, sendo que cada evento foi composto por oito competidores.
A qualificação foi baseada no Campeonato Europeu de Caratê de 2015, realizado em Istambul entre os dias 19 e 22 de março de 2015; os primeiros seis finalistas de cada evento se qualificaram para os jogos europeus. Os anfitriões do Azerbaijão receberam uma entrada em cada evento. Além disso, doze lugares de "universalidade" serão alocados, um em cada evento, para assegurar que uma nação possa competir.

## Calendário
| Junho  | 12 | 13 | 14 | 15 | 16 | 17 | 18 | 19 | 20 | 21 | 22 | 23 | 24 | 25 | 26 | 27 | 28 |
| ------ | -- | -- | -- | -- | -- | -- | -- | -- | -- | -- | -- | -- | -- | -- | -- | -- | -- |
| Caratê |    | 6  | 6  |    |    |    |    |    |    |    |    |    |    |    |    |    |    |

|  | Dia de competição |  | Dia de final |

## Medalhistas

### Masculino
| Evento                   | Ouro                               | Prata                             | Bronze                                    |
| ------------------------ | ---------------------------------- | --------------------------------- | ----------------------------------------- |
| Kata individual detalhes | Damian Hugo Quintero ESP Espanha   | Mattia Busato ITA Itália          | Mehmet Yakan TUR Turquia                  |
| Até 60 kg detalhes       | Firdovsi Farzaliyev AZE Azerbaijão | Luca Maresca ITA Itália           | Emil Pavlov MKD Macedônia do Norte        |
| Até 67 kg detalhes       | Burak Uygur TUR Turquia            | Steven Da Costa FRA França        | Niyazi Aliyev AZE Azerbaijão              |
| Até 75 kg detalhes       | Rafael Aghayev AZE Azerbaijão      | Luigi Busa ITA Itália             | Erman Eltemur TUR Turquia                 |
| Até 84 kg detalhes       | Aykhan Mamayev AZE Azerbaijão      | Michail Georgos Tzanos GRE Grécia | Ugur Aktas TUR Turquia                    |
| Mais de 84 kg detalhes   | Enes Erkan TUR Turquia             | Jonathan Horne GER Alemanha       | Martin Nestorovski MKD Macedônia do Norte |

### Feminino
| Evento                   | Ouro                             | Prata                               | Bronze                        |
| ------------------------ | -------------------------------- | ----------------------------------- | ----------------------------- |
| Kata individual detalhes | Sandra Sánchez Jaime ESP Espanha | Sandy Scordo FRA França             | Dilara Bozan TUR Turquia      |
| Até 50 kg detalhes       | Serap Özçelik TUR Turquia        | Bettina Plank AUT Áustria           | Alexandra Recchia FRA França  |
| Até 55 kg detalhes       | Emily Thouy FRA França           | Jelena Kovacevic CRO Croácia        | Ilaha Qasimova AZE Azerbaijão |
| Até 61 kg detalhes       | Lucie Ignace FRA França          | Merve Çoban TUR Turquia             | Ana Lenard CRO Croácia        |
| Até 68 kg detalhes       | Irina Zaretska AZE Azerbaijão    | Alisa Theresa Buchinger AUT Áustria | Marina Rakovic MNE Montenegro |
| Mais de 68 kg detalhes   | Maša Martinović CRO Croácia      | Meltem Hocaoglu TUR Turquia         | Ivanna Zaytseva RUS Rússia    |

## Quadro de medalhas
| Ordem | País                   | Medalha de ouro | Medalha de prata | Medalha de bronze |    |
| ----- | ---------------------- | --------------- | ---------------- | ----------------- | -- |
| 1     | AZE Azerbaijão         | 4               |                  | 2                 | 6  |
| 2     | TUR Turquia            | 3               | 2                | 4                 | 9  |
| 3     | FRA França             | 2               | 2                | 1                 | 5  |
| 4     | ESP Espanha            | 2               |                  |                   | 2  |
| 5     | CRO Croácia            | 1               | 1                | 1                 | 3  |
| 6     | ITA Itália             |                 | 3                |                   | 3  |
| 7     | AUT Áustria            |                 | 2                |                   | 2  |
| 8     | GRE Grécia             |                 | 1                |                   | 1  |
|       | GER Alemanha           |                 | 1                |                   | 1  |
| 10    | MKD Macedônia do Norte |                 |                  | 2                 | 2  |
| 11    | MNE Montenegro         |                 |                  | 1                 | 1  |
|       | RUS Rússia             |                 |                  | 1                 | 1  |
| TOTAL | TOTAL                  | 12              | 12               | 12                | 36 |